# フランソワ・ミッテラン
フランソワ・モリス・アドリヤン・マリー・ミッテラン（フランス語: François Maurice Adrien Marie Mitterrand、1916年10月26日 - 1996年1月8日）は、フランスの政治家。同国第21代大統領（在任：1981年5月21日 - 1995年5月17日）、アンドラ共同大公。国民議会議員、司法大臣、内務大臣を歴任した。

## 来歴

### 生い立ち
1916年10月26日、シャラント県ジャルナックでカトリックの家庭に誕生した。父のジョゼフ・ミッテランは鉄道会社に勤め、アングレーム駅長を務めたが、一時保険業を営んだ後に岳父が所有する酢製造所の経営を引き継ぎ、全国酢製造業者連合の会長も務めた。当初青年右翼であったミッテランは1934年から極右運動に参加し、当時外国人排斥・王制復古を謳っていた右派の政治組織クロア・ド・フーに所属した。同年にバカロレアを取得し、パリ大学の文学部および法学部に学ぶ。1937年にパリ政治学院の前身の自由政治科学学院 (École libre des sciences politiques) を修了し、また同年には公法修士号を取得した。

### ヴィシー政権
1939年9月、フランスの第二次世界大戦参戦を受けて軍隊に召集される。その後負傷してドイツ軍の捕虜となるものの、1941年12月には逃走に成功してフランスへと帰還した。1942年6月からはフィリップ・ペタンが首班を務める親ドイツ政府であるヴィシー政権下で働き、1943年8月16日には戦前の国家主義活動やヴィシー政権への積極的な傾倒ぶりが認められ、勲章を授与される。

### ド・ゴール政権
しかし、同年12月には対ドイツレジスタンス運動に参加して地下運動を始め、ロンドンに逃亡した。1944年にはシャルル・ド・ゴールの臨時政府に参加した。
1946年11月にはニエーヴル県選出の国民議会議員となって植民地相、国務相、法相などを歴任し、第四共和政期の10年余りをほぼ閣僚として過ごす。この間フランスが植民地の独立運動に直面していた1953年には「ビゼルトからカサブランカまで、北アフリカにおけるフランスの影響力の維持は私にとってあらゆる政治問題の中でも一番の課題である」と表明し、1954年11月にアルジェリア戦争が勃発した際には、国民議会において「アルジェリアの反徒は戦争という最終形態しか見いだせないのだ」と発言し、反徒への射殺を命じて独立運動の鎮圧を図った。
ジャック・マシュ将軍がアルジェの戦いにおいてアルジェリア民族解放戦線 (FLN) メンバーの尋問の際に拷問を組織的に行ったのは、とりわけミッテランの命令を受けたものだとされている。1959年3月から1981年5月までシャトー＝シノン市長を務めた。

### 大統領選挙
1965年12月、左派統一候補として大統領選挙に挑み、ド・ゴールと対決して結果的には敗れたが、決選投票において1061万9735票（44.80パーセント）を獲得した。1971年社会党第一書記に選出される。その後、ド・ゴールの後を継いだジョルジュ・ポンピドゥー大統領の任期半ばの急死を受けて実施された1974年フランス大統領選挙でも再び決選投票に持ち込み、1297万1604票 (49.19パーセント) を得たものの、1339万6203票（50.81パーセント）を得たヴァレリー・ジスカール・デスタンに僅差で惜敗する。

### 大統領就任
1981年フランス大統領選挙ではジスカール・デスタンと再び争い、1570万8262票 (51.76パーセント) を得て勝利して大統領に就任した。共産党との連立でピエール・モーロワ内閣を成立させ、有給休暇の拡大・法定労働時間の削減・ラジオおよびテレビの自由化・大学入試の廃止・死刑制度の公式廃止を行うとともに私企業の国有化・社会保障費の拡大をはじめとする社会主義的政策を取った。このためギー・ド・ロチルドとベルナール・アルノーら多くの企業家たちがフランスを出国する事態となった。
しかし翌1982年にはインフレの進行と失業者の増加に直面した（ミッテラン・ショック）。賃金を凍結して公共支出を削減するなど緊縮財政を取り、さらに首相もローラン・ファビウスに替えた。自由主義的政策に転回することになり、1984年には共産党が連立から離脱した。
1986年フランス議会総選挙では社会党が大敗を喫し、右派政治家のジャック・シラクが首相に選出されて保守派内閣が誕生し、第1次コアビタシオン（保革共存）が成立する。しかし1988年フランス大統領選挙では54パーセントの得票率でシラクを下し、大統領再選を果たした。続く総選挙で社会党が勝利し、同年5月にミシェル・ロカールを首相に指名した。1991年5月、エディット・クレッソンを首相に抜擢し、フランス史上初の女性首相が誕生した。1993年フランス議会総選挙で再び右派が勝利を収め、同年3月にエドゥアール・バラデュール内閣が発足して第2次コアビタシオンが成立した。大統領在任中の1993年2月に1887年10月から1954年7月まで植民地として支配したベトナムと和解した。
なお、1993年から1994年にかけてピエール・ベレゴヴォワ元首相や長年金庫番を務めていたプログスなど複数の側近が「自殺」したことから、不祥事の揉み消しを意図したミッテランの指示による殺人ではないかという疑いがマスメディアにおいて高まった。

### ヨーロッパ連合とユーロの創設
ミッテランはドイツのヘルムート・コール首相と共に、欧州経済共同体と欧州原子力共同体を発展的に進化させて、欧州連合とユーロの創設を主導した。欧州経済共同体設立条約と欧州原子力共同体設立条約を定めた1957年3月のローマ条約をヨーロッパを統合して欧州連合を創設するために発展的に改変し、1986年2月、単一欧州議定書を採択して1987年7月に発効させ、1992年2月にはマーストリヒト条約を採択・署名し、1993年11月に発効させた。
1985年6月に加盟国間で国境検査無しで国境を越えて移動できるシェンゲン協定を採択し、2022年時点では加盟国は26か国に拡大している。
1990年7月、欧州通貨統合の第1段階として、欧州経済共同体の加盟国間では投資の自由化がなされ、1994年1月に欧州通貨統合の第2段階として、欧州中央銀行の前身の欧州通貨機構が設立され、加盟国の財政状況を審査を開始した。ミッテランが大統領を退任してから7月後の1995年12月に欧州理事会において欧州統合通貨の名称は「ユーロ」に決定され、1998年12月にユーロは国際決済通貨として導入された。

### 死去
1995年5月、2期14年の任期を終えて大統領を退任した。翌年1996年1月8日、前立腺癌により、アンヌ親子に見守られてパリの自宅で死去した。ミッテランの主治医だったクロード・ガブラー医学博士は、ミッテランの死後に"重大な秘密"という題名の著書を発表し、ミッテランは1981年5月から1995年5月の任期の大部分を前立腺癌の治療を続けながら大統領職を務め、2期目の任期の終盤には癌の進行により大統領職の遂行が困難な状況だったが、その病状は公には秘匿され、選挙時や大統領在職中のミッテランの心身の状況について健康であると偽装して発表されていたと述べた。ミッテランの家族はガブラーが守秘義務を守らず、ミッテランの病状を公開したことに対してガブラーと出版社に訴訟を提起した。

## 家族
1944年10月にレジスタンスの同志であったダニエルと結婚し、三男をもうける。また1974年12月に30年来の付き合いのあったアンヌ・パンジョとの間に隠し子のマザリーヌをもうけている｡葬儀には自分の棺に最も近い席にマザリーヌとアンヌを座らせることを遺言で指示していた。夫人のダニエルにも、他に愛人がいたことが知られている｡ちなみに女性問題に関しては、大統領就任直後の記者団との朝食会の席上で記者から質問を受けた際に、“Et alors ?”（「エ・アロール それが何か？」という意味のフランス語）と応えたことは有名である。
甥のフレデリック・ミッテランは名画座支配人・映画監督・俳優・プロデューサー・作家・テレビ司会者であり、サルコジ内閣の文化大臣も務めている。

## 評価
文人政治家でフランソワ＝ルネ・ド・シャトーブリアンに似た文章を書くと評された。近年はフランス最後の「国父」として再評価が盛んになっている。
2005年12月20日、カンターTNSが21日にフランスの有権者1000人を対象にミッテランに関する電話調査を行った。ミッテランが実行した政策の中で「偉業」だと思うものを問うたところ（複数回答可）、死刑廃止を挙げた人がトップで71パーセント、生活保護費・年金の充実・週39時間労働制の実施などの「社会政策」を挙げた人が次いで66パーセントで、マーストリヒト条約の署名を挙げた人が3番目に多く41パーセントだった。
同調査でミッテランが大統領を務めた任期14年に対する評価を問うたところ、63パーセントの人が「評価できる」と答え、26パーセントの人が「評価できない」と答えた。戦後の大統領で最も偉大な人物を挙げよという設問では、1位がシャルル・ド・ゴール(35％)、2位がミッテラン(30％)、3位がジャック・シラク前大統領(7％)だった。